# Heilmann von Wattenheim

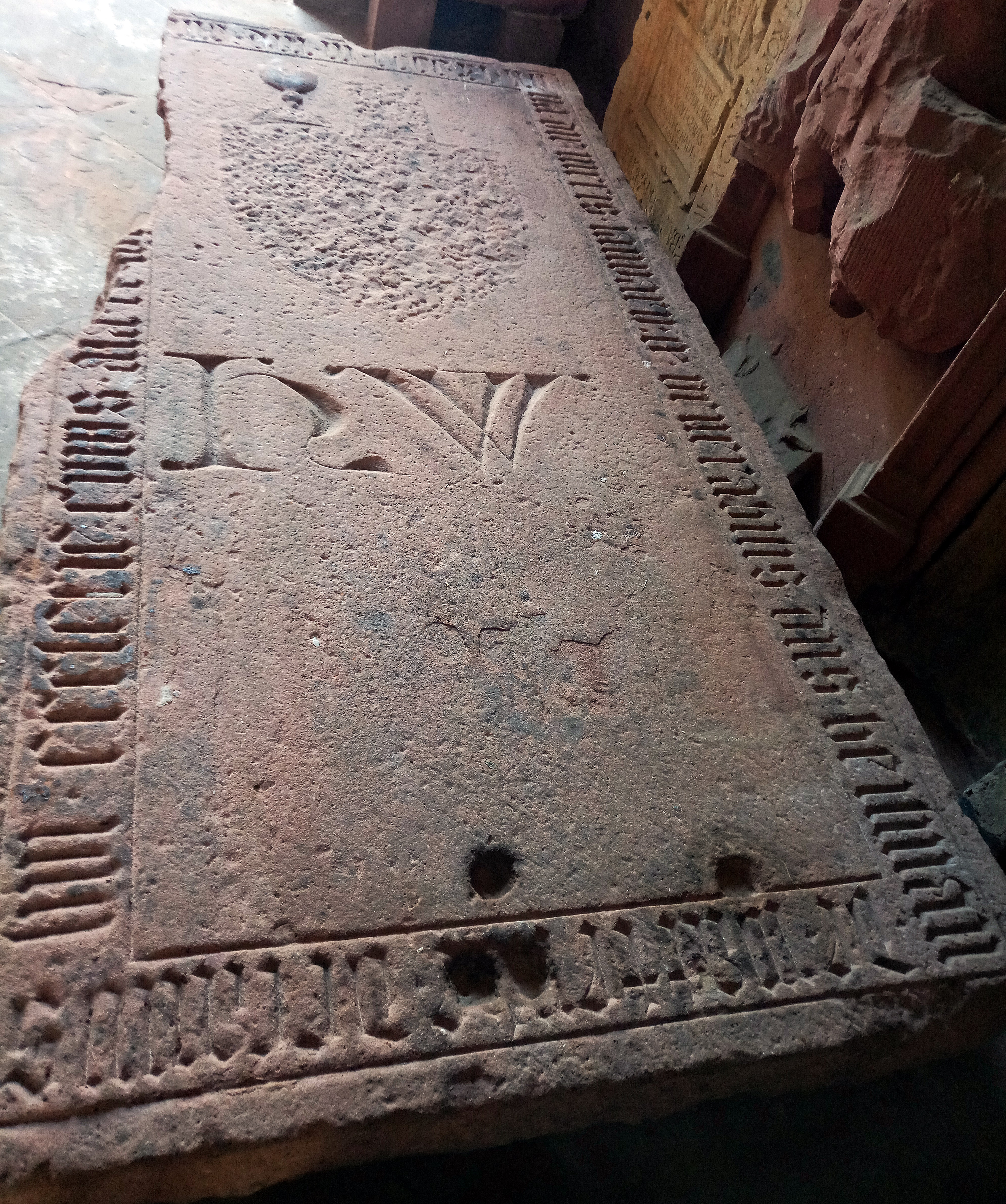
Grabplatte, Stiftskirche Neustadt

Heilmann von Wattenheim, auch Heylmann von Wattenheim (* ca. 1345; † 12. Januar 1411 in Neustadt an der Weinstraße), war ein adliger Priester, päpstlicher Beauftragter, Kanonikus und Stiftsdekan (Oberhaupt) des Liebfrauen-Kollegiatstiftes in Neustadt an der Weinstraße.

## Biografie
Heilmann von Wattenheim stammte aus der niederadeligen Familie gleichen Namens, die in dem hessischen Ort Wattenheim (Biblis) beheimatet war und öfter als Lehensträger im Zusammenhang mit dem Bistum Worms bzw. der Kurpfalz auftritt. Die adligen Eheleute Heilmann und Ella, welche 1354 den Ort Wattenheim vom Erzbistum Mainz zu Lehen erhalten, könnten möglicherweise seine Eltern sein.
1356 stiftete Kurfürst Ruprecht I., aufgrund des testamentarischen Willens seines Bruders Rudolf II. das Liebfrauen-Kollegiatstift Neustadt, als Memoria für die gemeinsame Familie. Ihm stand der Stiftsdekan als Oberhaupt vor.
Schon 1368 präsentierte Kurfürst Ruprecht I. den Kleriker Heilmann von Wattenheim dem Stift Neustadt als Kanonikus, was auf eine Verbindung zu den Pfälzer Wittelsbachern schließen lässt. In der Folge wurde er Schatzmeister der Gemeinschaft und Kustos der Stiftskirche. Ab dem Jahr 1400 erscheint der Geistliche urkundlich als Dekan des Liebfrauen-Kollegiatstiftes in Neustadt an der Haardt (heute Neustadt an der Weinstraße).
Etwa zeitgleich ernannte ihn Papst Bonifaz IX. zum Hauptexekutor der päpstlichen Privilegien an der Universität Heidelberg, bald auch zum päpstlichen Legaten für die der Heidelberger Universität seit 1400 gehörenden Pfarreien, welche den zuständigen Diözesanbischöfen entzogen waren und unmittelbar dem Papst unterstanden. Diese Pfarreien zu verwalten übertrug der Heilige Stuhl dem Neustadter Stiftsdekan, der quasi damit in den Rang eines päpstlichen Archidiakons aufstieg. Heilmann von Wattenheim übte die ihm zustehenden, päpstlichen Vollmachten in zahlreichen Fällen nachdrücklich aus. Es handelte sich um die Patronate der Pfarrkirche St. Laurentius in Altdorf bei Nürnberg sowie der Pfarreien St. Jakob in Lauda und St. Peter zu Heidelberg. Überdies waren zu betreuen, je eine Kanonikatspfründe am Speyerer Dom, am Wormser Dom und am Julianastift zu Mosbach, sowie je zwei Kanonikatspfründen am Petersstift Wimpfen und an den Wormser Stiften St. Andreas, St. Paulus und St. Cyriakus.
Laut Seelbuch des Neustadter Kollegiatstiftes starb Heilmann von Wattenheim am 12. Januar 1411 und wurde in der zugehörigen Stiftskirche bestattet. Seine Grabplatte entdeckte man Anfang des 20. Jahrhunderts bei einer Renovierung des protestantischen Kirchenteils, unter dem Fußboden. Inzwischen befindet sie sich im Paradies der Kirche. Neben einer gotischen Majuskelumschrift trägt sie mittig die großen Initialen H W sowie das Reliefbild eines Kelches; ein einst vorhandenes Wappen wurde ausgeschlagen.